# 惡黨
惡黨（日语：〔〕／ Akutō */?）在現代日語中的意思是「做壞事的人或集團」，也可以專指鎌倉幕府末期以武力反抗鎌倉幕府支配體系者。

## 歷史
鎌倉幕府後期，隨幕府的支配體系逐步崩壞，各地開始出現反抗鎌倉幕府的集團。因他們反抗鎌倉幕府的體制、襲擊各地的莊園等設施，對鎌倉幕府的統治構成威脅，鎌倉幕府方面將他們稱爲「惡黨」。因鎌倉幕府對西國的支配較弱，惡黨的活動在西國尤為活躍。曾在日本歷史舞臺上活躍的楠木正成、赤松則村等人都有一定惡黨的特性。
進入室町時代後，惡黨逐步演化為國人眾。